# Indianarae Siqueira
Indianarae Alves Siqueira (Paranaguá, 18 de maio de 1971) é uma ativista transgênero brasileira, presidente do grupo Transrevolução, fundadora e coordenadora da CasaNem — casa de acolhimento para pessoas LGBTI+ em situação de vulnerabilidade social, do PreparaNem, pré-vestibular comunitário de preparação ao ENEM para pessoas trans. É a criadora do termo "transvestigênere". Indianara, de Aude Chevalier-Beaumel e Marcelo Barbosa e Aconchego da tua mãe, de Adam Golub são dois documentários que retratam sua vida.

## Biografia
Indígena de ancestralidade M’bya Guarani, Indianarae começou tomar hormônios aos 12 anos. Aos 18 saiu de casa e passou a usar roupas femininas, morou nas ruas de São Paulo e começou a se prostituir em Santos. Com a chegada da epidemia da AIDS, tornou-se ativista após ver muitas de suas companheiras morrerem. Como consequência, fundou o grupo de travestis Filadélfia, em Santos - o grupo foi o primeiro do Brasil a exigir que o nome social fosse obrigatório no prontuário médico de travestis e transexuais. Indianarae foi vendida como prostituta para uma rede de tráfico internacional, da qual conseguiu se livrar ao pagar o valor pelo qual foi vendida. Morou na Suíça, onde alugava apartamentos para que prostitutas pudessem se tornar independentes, com o objetivo de desfazer redes de cafetinagem. Na França, denunciou redes de tráfico de prostitutas e foi presa por dois anos e meio. Na cadeia, lutou para que travestis fossem chamadas no feminino e que roupas femininas fossem providenciadas. Desde 2009 Indianarae se estabeleceu no Rio de Janeiro para dar continuidade ao seu ativismo político em defesa das prostitutas e pessoas LGBTIA+.
Em 2022, Indianarae conseguiu retificar seus documentos para a inclusão do gênero não binário, sendo considerada uma das primeiras pessoas a conseguir isso do Paraná, estado em que foi registrada.

## Ativismo e política
Indianarae Siqueira iniciou a CasaNem no Rio de Janeiro, em 2015, no bairro da Lapa. Desde setembro de 2020, a casa de acolhimento para pessoas LGBTI+ em situação de vulnerabilidade social foi instalada em um imóvel cedido pelo governo do estado do Rio de Janeiro no bairro do Flamengo, zona sul carioca. Desde novembro de 2020, existe também uma CasaNem em Nova Iguaçu, na Baixada Fluminense. No total, as duas casas juntas abrigam cerca de 50 pessoas.
Em 2010, Indianarae pediu proteção na Assembleia Legislativa do Estado do Rio de Janeiro em razão das ameaças de morte que sofria por denunciar práticas de cafetinagem na capital fluminense.
Indianarae Siqueira concorreu ao cargo de vereadora nas Eleições Municipais do Rio de Janeiro pelo PSOL em 2016 e pelo Partido dos Trabalhadores em 2020 e 2024, elegendo-se vereadora suplente nas duas primeiras candidaturas.
Em 2019, a Executiva Nacional do PSOL expulsou Indianarae Siqueira do partido. A medida foi aprovada pelo Diretório Nacional do PSOL com base em parecer da Comissão de Ética Nacional do partido que considerou que a consolidação da CasaNem se fez no espaço em que existia a Casa Nuvem um espaço de arte e ativismo social, e que se deu pela expulsão violenta dos fundadores do local e ameaças a eles, com métodos contrários aos princípios éticos defendidos pelo PSOL. A expulsão gerou comoção da Associação Nacional de Travestis e Transexuais e motivou a desfiliação de Duda Salabert do partido.
Indianarae é vegana e anticapitalista.

## Reconhecimentos e prêmios

### Prêmios
- Prêmio à Diversidade, Direito e Respeito à Cidadania concedido pela Assembleia Legislativa do Rio de Janeiro em 2019[21][22]

### Documentários sobre Indianarae Siqueira
- Your Mother's Comfort (Aconchego da tua mãe), direção de Adam Golub, EUA e Brasil, 2020[5]
- Indianara, direção de Aude Chevalier-Beaumel e Marcelo Barbosa, Brasil[23][24]